# Assadabade (Abadé)
Assadabade (em persa: اسداباد; romaniz.: Asadābād) é uma aldeia do distrito central do condado de Abadé, na província de Fars, no Irã. No censo de 2006, a sua existência foi notada, mas sua população não foi relatada.